# Ізі-Шурга
Ізі́-Шурга́ (рос. Изи Шурга, марій. Изи Шӱргӧ) — присілок у складі Моркинського району Марій Ел, Росія. Входить до складу Шалинського сільського поселення.

## Населення
Населення — 256 осіб (2010; 245 у 2002).
Національний склад (станом на 2002 рік):
- лучні марійці — 99 %